# Сансет Томас
Са́нсет То́мас (англ. Sunset Thomas; род. 1972) — американская порноактриса.

## Биография
Сансет Томас, урождённая Дайан Фаулер, родилась 19 февраля 1972 года в Сайкстоне (штат Миссури, США), став одним из одиннадцати детей в семье своих родителей.
Сансет не скрывает своей распутной молодости, имела проблемы с наркотиками. Однако позже она окончила школу и переехала во Флориду. В подростковые годы жила в Дейтона-Бич.

## Карьера
Принимать участие съёмках порнофильмов Сансет Томас начала с 1990 года. По данным на 2012 год, на её счету 209 работ. Снималась для «Penthouse», входит в зал славы «Adult Video News» и Зал славы Legends of Erotica.

## Личная жизнь
В 1991—2003 года Сансет была замужем за порноактёром Заком Томасом (род.1962). В этом браке Томас родила двоих сыновей — Закари Аддамса-младшего (род. в феврале 1992) и Аарон Аддамс (род.2001).
С 2000-х Сансет замужем во второй раз за публицистом Кентом Уоллесом.